# Betis Balompié 1934-1935
Questa pagina raccoglie i dati riguardanti il Real Betis Balompié nelle competizioni ufficiali della stagione 1934-1935.

## Stagione
Vincendo le prime cinque gare del campionato, il Betis prese il comando della classifica alla terza giornata per non lasciarlo più durante il torneo: costantemente inseguiti dal Madrid CF, i Verdiblancos resistettero a un tentativo di rimonta da parte dei rivali e ratificarono il loro primo titolo nazionale all'ultima giornata, superando per 5-0 il Racing Santander. In Coppa de la República il Betis cominciò dal terzo turno, ottenendo alcune larghe vittorie contro Ceuta, Elche e Athletic Bilbao. Ai quarti di finale i Verdiblancos incontrarono i futuri finalisti del Sabadell, che prevalsero grazie a una vittoria per 2-0 al ritorno.

## Rosa
| N. |                   | Ruolo | Calciatore        |
| -- | ----------------- | ----- | ----------------- |
|    | Spagna (bandiera) | P     | Joaquín Urquiaga  |
|    | Spagna (bandiera) | D     | Serafín Aedo      |
|    | Spagna (bandiera) | D     | Pedro Pablo Areso |
|    | Spagna (bandiera) | D     | Peral             |
|    | Spagna (bandiera) | C     | Adolfo            |
|    | Spagna (bandiera) | C     | Francisco Gómez   |
|    | Spagna (bandiera) | C     | Larrinoa          |

| N. |                   | Ruolo | Calciatore              |
| -- | ----------------- | ----- | ----------------------- |
|    | Spagna (bandiera) | C     | Simón Lecue             |
|    | Spagna (bandiera) | C     | Josè Rancel             |
|    | Spagna (bandiera) | A     | José González Caballero |
|    | Spagna (bandiera) | A     | Timimi                  |
|    | Spagna (bandiera) | A     | Saro                    |
|    | Spagna (bandiera) | A     | Victorio Unamuno        |
|    | Spagna (bandiera) | A     | José Valera Nocera      |

## Statistiche

### Andamento in campionato
| Giornata  | 1 | 2 | 3 | 4 | 5 | 6 | 7 | 8 | 9 | 10 | 11 | 12 | 13 | 14 | 15 | 16 | 17 | 18 | 19 | 20 | 21 | 22 |
| --------- | - | - | - | - | - | - | - | - | - | -- | -- | -- | -- | -- | -- | -- | -- | -- | -- | -- | -- | -- |
| Luogo     | T | C | T | C | C | T | C | T | C | T  | C  | C  | T  | C  | T  | T  | C  | T  | C  | T  | C  | T  |
| Risultato | V | V | V | V | V | P | V | N | V | V  | V  | V  | P  | N  | P  | V  | V  | V  | V  | N  | N  | V  |
| Posizione | 4 | 2 | 1 | 1 | 1 | 1 | 1 | 1 | 1 | 1  | 1  | 1  | 1  | 1  | 1  | 1  | 1  | 1  | 1  | 1  | 1  | 1  |

Fonte:  Betis 1934/35, su bdfutbol.com.
Legenda:

Luogo: C = Casa; T = Trasferta. Risultato: V = Vittoria; N = Pareggio; P = Sconfitta.